# Madonna della Misericordia (Macerata)

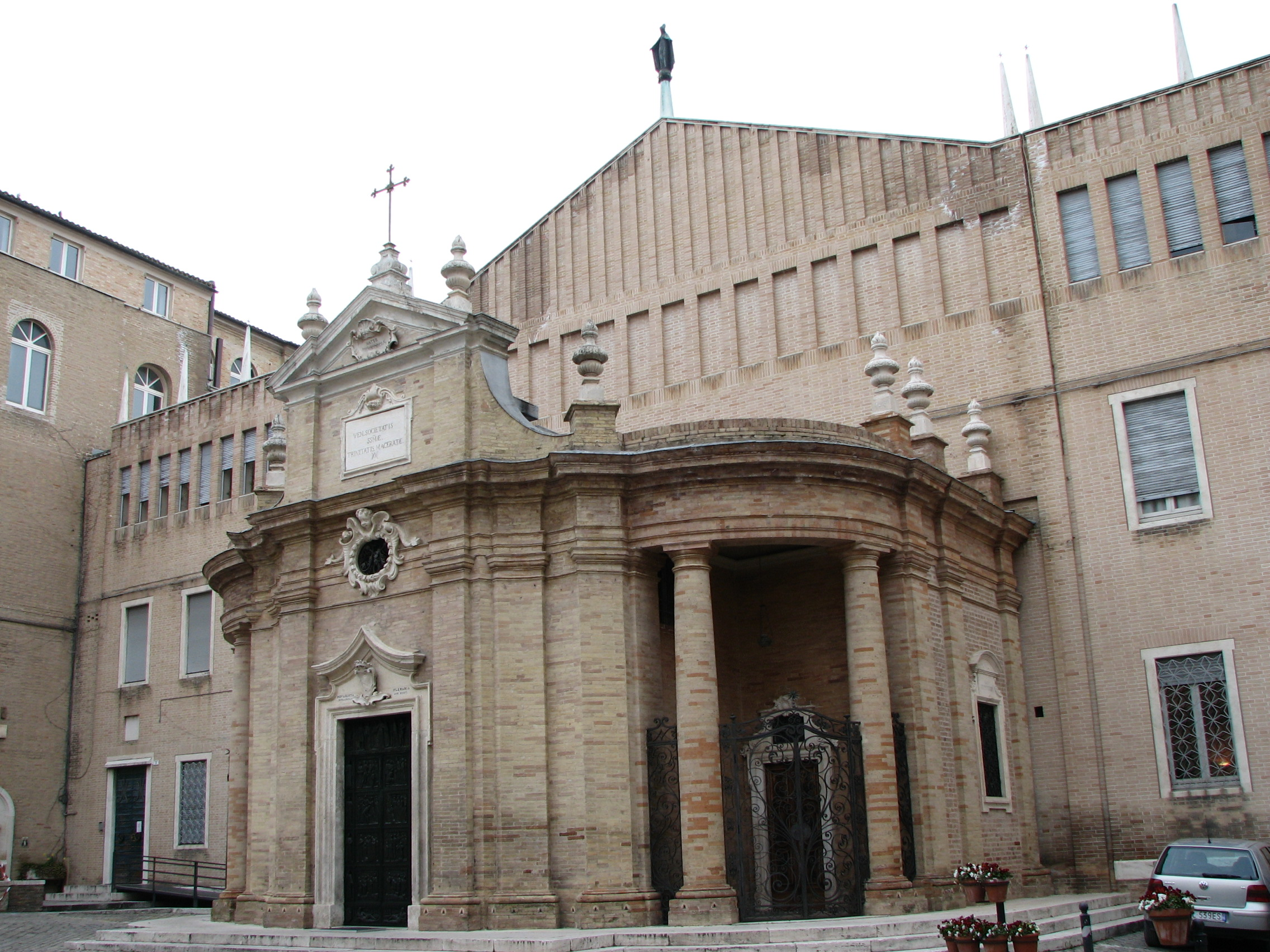
Basilika Madonna della Misericordia

Die Basilika Madonna della Misericordia (deutsch Basilika Maria der Barmherzigkeit) ist eine römisch-katholische Kirche in Macerata in der italienischen Region Marken. Die Marienwallfahrtskirche des Bistums Macerata mit dem Patrozinium der Schutzmantelmadonna trägt den Titel einer Basilica minor. Die kleine Kirche liegt auf der linken Seite der Piazza San Vincenzo Maria vor dem Eingang der Kathedrale von Macerata und wurde im 18. Jahrhundert im Renaissance-Stil erbaut. 

## Geschichte
Während der Pestepidemie 1447 wurde in Macerata in ritueller Weise innerhalb eines Tages eine kleine Votivkapelle errichtet, mit der die Jungfrau Maria um Hilfe gegen die Pest beschworen werden sollte. Die Kapelle wurde unmittelbar danach zu einem Oratorium vergrößert und mit einem Bildnis der Madonna della Misericordia ausgestattet, umgeben von Heiligen Julianus, Andreas, Rochus und Sebastian, das bis heute als Altarbild der Kirche erhalten ist.

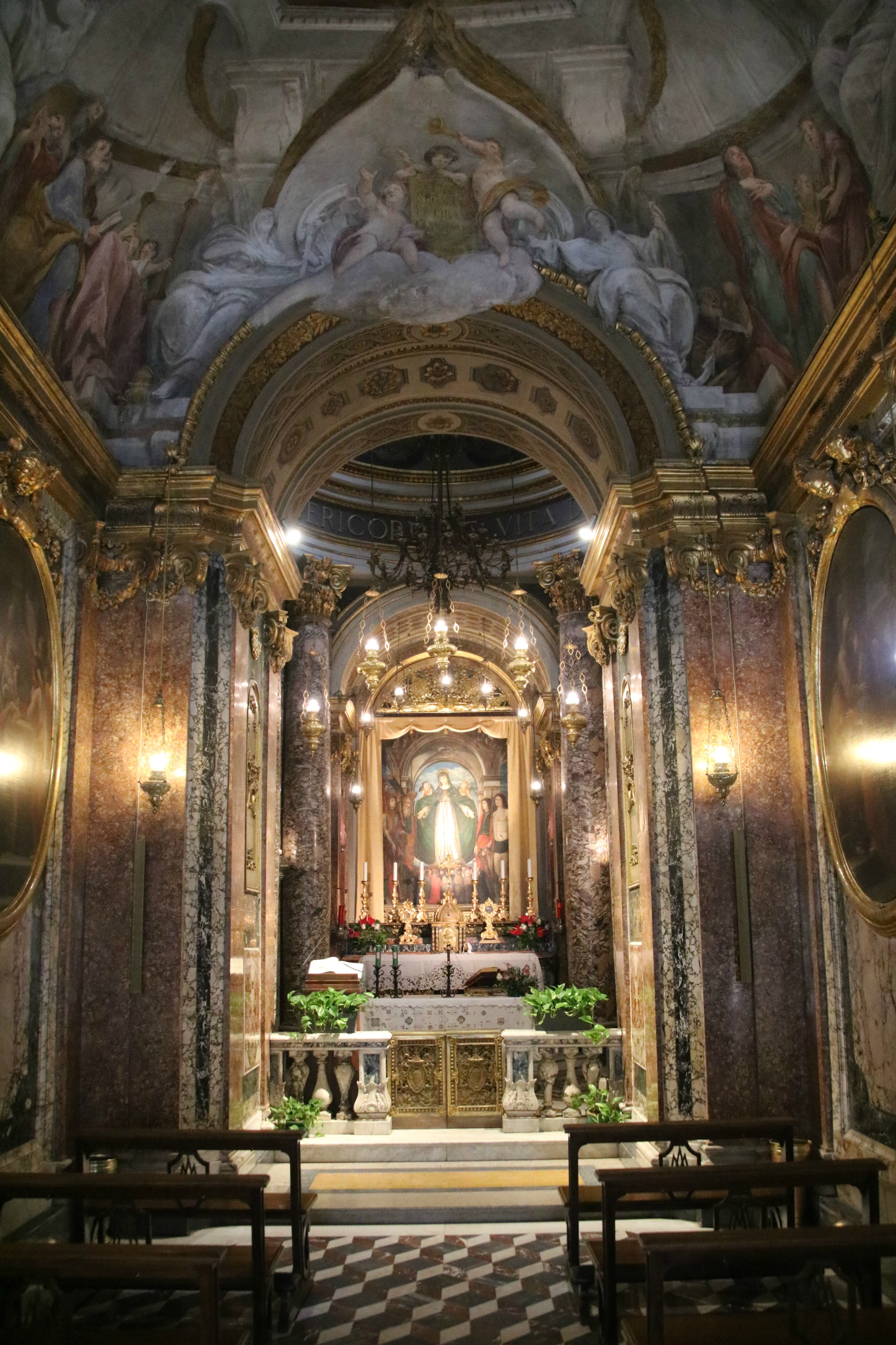
Innenraum

Im 18. Jahrhundert beauftragte Graf Gualtiero Marefoschi den Architekten Luigi Vanvitelli mit der Neugestaltung der kleinen Kirche. Vanvitelli verwandelte das Oratorium zwischen 1735 und 1741 durch einen vergrößerte Neubau in ein kostbares Kabinett, dessen Wände mit polychromem Marmor bedeckt und mit ionischen Pilastern verziert waren, während er in der Mitte des Bodens das Wappen der Familie Marefoschi platzierte. Oberhalb öffnet sich eine elliptische Kuppel mit Laterne. Das Deckengewölbe wurde von Francesco Mancini mit Fresken zur Himmelfahrt Mariens versehen, an den Wänden stellte er in vier Ovalen die Verkündigung, die Darstellung im Tempel, die Reinigung und die Heimsuchung dar. Zwei große Gemälde von Sebastiano Conca stellen links die Geburt und rechts die Unbefleckte Empfängnis dar.
Zwischen 1860 und 1893 wurde um das Kirchenschiff ein Chorumgang angelegt. In den 1920er Jahren malte Biagio Biagetti diesen mit Fresken im Stil Liberty zu Episoden aus dem Leben Christi und der Jungfrau aus, die den Zyklus der vorhandenen marianischen Gemälde vervollständigte. Die Buntglasfenster wurden ebenfalls von Biagetti entworfen und durch Cesare Picchiarini ausgeführt.
Papst Benedikt XV. erhob die Kirche 1921 in den Rang einer Basilica minor.
Die schmiedeeiserne Tore des Eingangs wurden von Vanvitelli selbst entworfen, die Bronzetüren wurden von C. Cantalamessa 1952 fertiggestellt.